# Pant
Pant – wieś w Anglii, w hrabstwie Shropshire. Leży 24 km na północny zachód od miasta Shrewsbury i 247 km na północny zachód od Londynu. W 2001 miejscowość liczyła 1212 mieszkańców.